# Métrolinie 10 (Paris)
| Karte |                      |                                                     |                                                     |
| Streckenlänge: | 11,7 km              |                                                     |                                                     |
| Spurweite: | 1435 mm (Normalspur) |                                                     |                                                     |
| |                      |                                                     |                                                     |
| Eröffnung: | 1923                 |                                                     |                                                     |
| Fahrgäste (täglich): | 114.000              |                                                     |                                                     |
| Stationen: | 23                   |                                                     |                                                     |
| \| \| \| Boulogne – Pont de Saint-Cloud \| \| \| \| \| Boulogne – Jean Jaurès \| \| \| \| \| zum Betriebshof Auteuil \| \| \| \| \| Verbindungsgleis nach Porte Molitor und zur Linie 9 \| \| \| \| \| Porte d’Auteuil \| \| \| \| \| Michel-Ange – Molitor \| \| \| \| \| Verbindungsgleis zur Linie 9 \| \| \| \| \| Michel-Ange – Auteuil \| \| \| \| \| Chardon-Lagache \| \| \| \| \| Église d’Auteuil \| \| \| \| \| \| \| \| \| \| Mirabeau \| \| \| \| \| Seine \| \| \| \| \| Javel – André Citroën \| \| \| \| \| Charles Michels \| \| \| \| \| Avenue Émile Zola \| \| \| \| \| Linie 9 \| \| \| \| \| La Motte-Picquet – Grenelle \| \| \| \| \| Verbindungsgleis zur Linie 9 \| \| \| \| \| Ségur \| \| \| \| \| Duroc \| \| \| \| \| ehem. Verbindungsgleis zur Linie 13 \| \| \| \| \| Vaneau \| \| \| \| \| Sèvres – Babylone \| \| \| \| \| Croix-Rouge (bis 2. September 1939) \| \| \| \| \| Mabillon \| \| \| \| \| Odéon \| \| \| \| \| Verbindungsgleis zur Linie 4 \| \| \| \| \| Cluny – La Sorbonne \| \| \| \| \| Abstellgleis \| \| \| \| \| Maubert – Mutualité \| \| \| \| \| Abstellgleise \| \| \| \| \| Cardinal Lemoine \| \| \| \| \| Verbindungsgleis zur Linie 7 \| \| \| \| \| Jussieu \| \| \| \| \| Gare d’Austerlitz \| \| \| \| \| Wende- und Abstellgleise \| \| |                      |                                                     |                                                     |
| U-Bahn-Kopfbahnhof Streckenanfang (im Tunnel) |                      | Boulogne – Pont de Saint-Cloud                      | Boulogne – Pont de Saint-Cloud                      |
| U-Bahn-Haltepunkt / Haltestelle (im Tunnel) |                      | Boulogne – Jean Jaurès                              | Boulogne – Jean Jaurès                              |
| U-Bahn-Abzweig quer und von links (im Tunnel) · U-Bahn-Abzweig quer, nach links und nach rechts (im Tunnel) · U-Bahn-Strecke von rechts (im Tunnel) |                      | zum Betriebshof Auteuil                             | zum Betriebshof Auteuil                             |
| U-Bahn-Abzweig geradeaus und nach rechts (im Tunnel) · U-Bahn-Strecke geradeaus (im Tunnel) |                      | Verbindungsgleis nach Porte Molitor und zur Linie 9 | Verbindungsgleis nach Porte Molitor und zur Linie 9 |
| U-Bahn-Strecke (im Tunnel) · U-Bahn-Bahnhof (im Tunnel) |                      | Porte d’Auteuil                                     | Porte d’Auteuil                                     |
| U-Bahn-Bahnhof (im Tunnel) · U-Bahn-Strecke geradeaus (im Tunnel) |                      | Michel-Ange – Molitor                               | Michel-Ange – Molitor                               |
| U-Bahn-Strecke (im Tunnel) · U-Bahn-Abzweig geradeaus und nach links (im Tunnel) |                      | Verbindungsgleis zur Linie 9                        | Verbindungsgleis zur Linie 9                        |
| U-Bahn-Strecke (im Tunnel) · U-Bahn-Bahnhof (im Tunnel) |                      | Michel-Ange – Auteuil                               | Michel-Ange – Auteuil                               |
| U-Bahn-Bahnhof (im Tunnel) · U-Bahn-Strecke geradeaus (im Tunnel) |                      | Chardon-Lagache                                     | Chardon-Lagache                                     |
| U-Bahn-Strecke (im Tunnel) · U-Bahn-Bahnhof (im Tunnel) |                      | Église d’Auteuil                                    | Église d’Auteuil                                    |
| U-Bahn-Strecke nach links (im Tunnel) · U-Bahn-Abzweig von links und von rechts (im Tunnel) · U-Bahn-Strecke nach rechts (im Tunnel) |                      |                                                     |                                                     |
| U-Bahn-Bahnhof (im Tunnel) |                      | Mirabeau                                            | Mirabeau                                            |
| U-Bahn-Strecke unter Wasserlauf (Strecke außer Betrieb) (im Tunnel) |                      | Seine                                               | Seine                                               |
| U-Bahn-Bahnhof (im Tunnel) |                      | Javel – André Citroën                               | Javel – André Citroën                               |
| U-Bahn-Haltepunkt / Haltestelle (im Tunnel) |                      | Charles Michels                                     | Charles Michels                                     |
| U-Bahn-Haltepunkt / Haltestelle (im Tunnel) |                      | Avenue Émile Zola                                   | Avenue Émile Zola                                   |
| U-Bahn-Kreuzung mit Tunnelstrecke (im Tunnel) · U-Bahn-Strecke von rechts (im Tunnel) |                      | Linie 9                                             | Linie 9                                             |
| |                      | La Motte-Picquet – Grenelle                         |                                                     |
| U-Bahn-Abzweig geradeaus und von links (im Tunnel) · U-Bahn-Abzweig nach links und nach rechts (im Tunnel) |                      | Verbindungsgleis zur Linie 9                        | Verbindungsgleis zur Linie 9                        |
| U-Bahn-Haltepunkt / Haltestelle (im Tunnel) |                      | Ségur                                               | Ségur                                               |
| U-Bahn-Bahnhof (im Tunnel) |                      | Duroc                                               | Duroc                                               |
| U-Bahn-Abzweig geradeaus und ehemals von links (im Tunnel) |                      | ehem. Verbindungsgleis zur Linie 13                 | ehem. Verbindungsgleis zur Linie 13                 |
| U-Bahn-Haltepunkt / Haltestelle (im Tunnel) |                      | Vaneau                                              | Vaneau                                              |
| U-Bahn-Bahnhof (im Tunnel) |                      | Sèvres – Babylone                                   | Sèvres – Babylone                                   |
| ehemaliger U-Bahn-Haltepunkt / Haltestelle (im Tunnel) |                      | Croix-Rouge (bis 2. September 1939)                 | Croix-Rouge (bis 2. September 1939)                 |
| U-Bahn-Haltepunkt / Haltestelle (im Tunnel) |                      | Mabillon                                            | Mabillon                                            |
| U-Bahn-Bahnhof (im Tunnel) |                      | Odéon                                               | Odéon                                               |
| U-Bahn-Abzweig geradeaus und von rechts (im Tunnel) |                      | Verbindungsgleis zur Linie 4                        | Verbindungsgleis zur Linie 4                        |
| U-Bahn-Bahnhof (im Tunnel) |                      | Cluny – La Sorbonne                                 | Cluny – La Sorbonne                                 |
| U-Bahn-Blockstelle (im Tunnel) |                      | Abstellgleis                                        | Abstellgleis                                        |
| U-Bahn-Haltepunkt / Haltestelle (im Tunnel) |                      | Maubert – Mutualité                                 | Maubert – Mutualité                                 |
| U-Bahn-Blockstelle (im Tunnel) |                      | Abstellgleise                                       | Abstellgleise                                       |
| U-Bahn-Haltepunkt / Haltestelle (im Tunnel) |                      | Cardinal Lemoine                                    | Cardinal Lemoine                                    |
| U-Bahn-Abzweig geradeaus und nach rechts (im Tunnel) |                      | Verbindungsgleis zur Linie 7                        | Verbindungsgleis zur Linie 7                        |
| U-Bahn-Bahnhof (im Tunnel) |                      | Jussieu                                             | Jussieu                                             |
| U-Bahn-Bahnhof (im Tunnel) |                      | Gare d’Austerlitz                                   | Gare d’Austerlitz                                   |
| U-Bahn-Betriebsstelle Streckenende (im Tunnel) |                      | Wende- und Abstellgleise                            | Wende- und Abstellgleise                            |

Die Linie 10 der Pariser Métro verbindet die Stationen Boulogne – Pont de Saint-Cloud im Westen und Gare d’Austerlitz im Pariser Stadtzentrum.

## Geschichte

### Baugeschichte

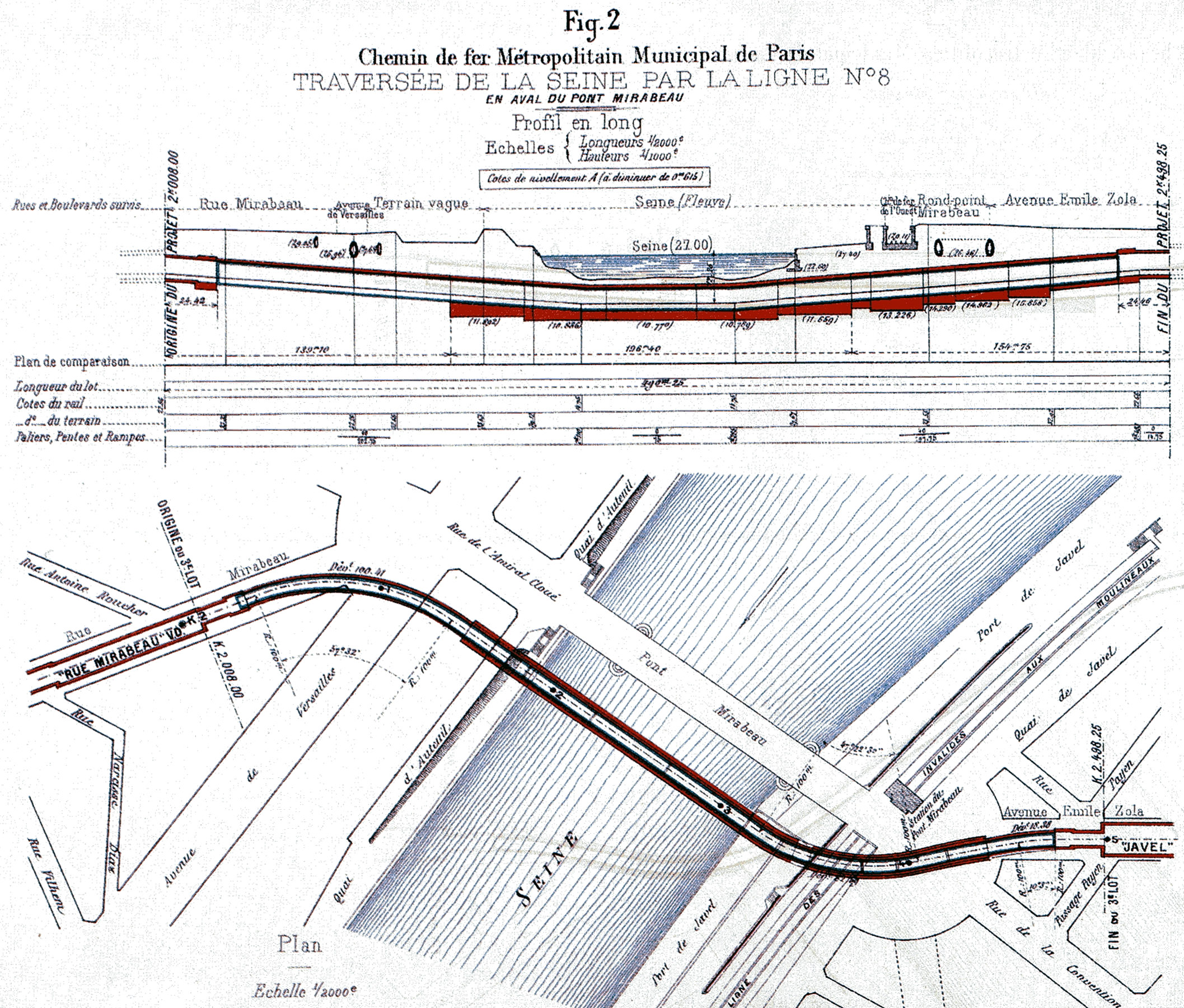
Die Unterquerung der Seine verläuft parallel zur Pont Mirabeau

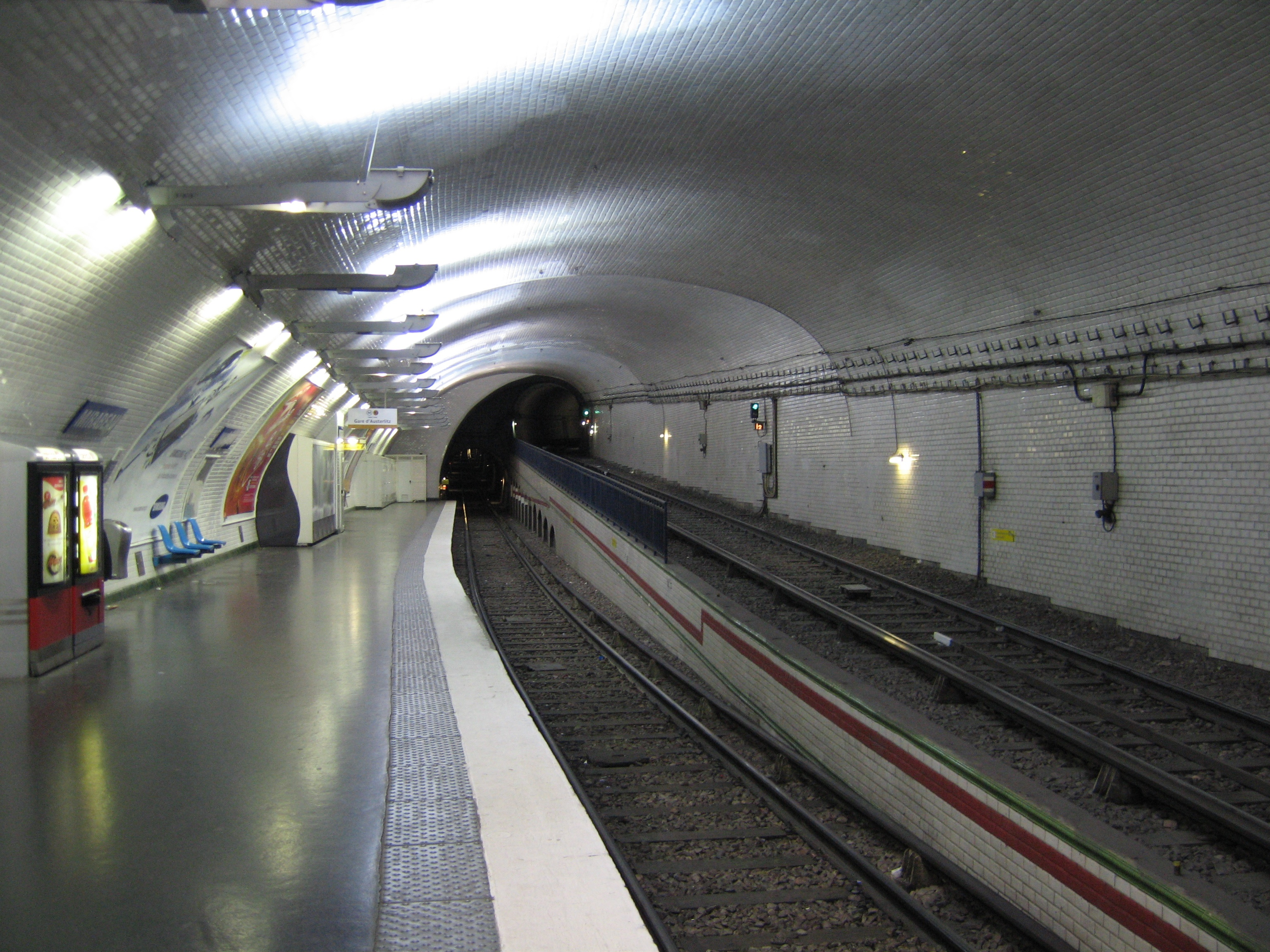
U-Bahnhof Mirabeau der Linie 10

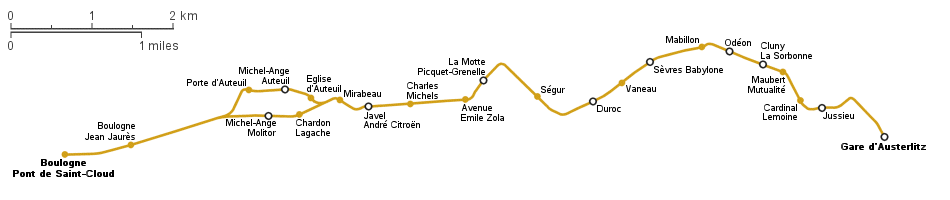
Die Linie 10 führt von Boulogne – Pont de Saint-Cloud bis Gare d’Austerlitz

Die Linie 10 besteht eigentlich aus verschiedenen Einzel-Abschnitten anderer Linien.
Der erste Abschnitt der Linie 10 wurde 30. Dezember 1923 zwischen den Stationen Invalides und Croix-Rouge eröffnet. Letztere Station findet man heute nicht mehr, sie befindet sich zwischen den Bahnhöfen Sèvres – Babylone und Mabillon und wurde 1939 stillgelegt. Eine Frequentierung von nur 400 Passagieren am Tag veranlasste die RATP, sie nach dem Krieg nicht wieder zu eröffnen. Damals ging man noch davon aus, dass diese Strecke Bestandteil eines inneren Metro-Ringes werden würde.
Am 10. März 1925 wurde dieser kurze Abschnitt um eine Station nach Mabillon verlängert, und am 14. Februar 1926 nach Odéon. Am 15. März 1930 ging die Strecke zum Place d’Italie in Betrieb, und am 7. März 1931 von hier weiter zur Porte de Choisy.
Das Liniennetz im Pariser Südosten wurde am 26. April 1931 neu geordnet. Die Linie 10 wurde zur Station Maubert – Mutualité zurückgezogen, der südliche Teil der Linie wurde ab Place Monge von der Linie 7 neu übernommen. Die 10 selber erreichte ab Station Maubert Mutualité die neue Endstation Jussieu.
Sechs Jahre später kam es zur nächsten Neuordnung des Métro im Süden: der Abschnitt Invalides–Duroc wurde der neuen Linie 14 übergeben. Die 10 ging westlich der Station Duroc auf eine neue Trasse über und erreichte La Motte-Picquet – Grenelle am 27. Juli 1937. Hier wurde der Auteuil-Ast der Linie 8 übernommen.
Der Auteuil-Ast war am 30. September 1913 als Teil der Linie 8 eröffnet worden. Von der Station La Motte-Picquet – Grenelle bis zur Unterquerung der Seine ist er als klassische Métro-Strecke ausgeführt. Erste bemerkenswerte Station in Auteuil ist Mirabeau. Von Osten her kommen beide Gleise aus der Seine-Unterführung und liegen daher tiefer als gewohnt. Da in Auteuil ein Kreisverkehr realisiert werden sollte, begann man für das ostwärts führende Gleis die in einer Richtung bediente Station Mirabeau zu bauen und das westwärts führende Pendant vor der Kirche von Auteuil (Église d’Auteuil). Aufgrund auftretender Instabilitäten des Fundamentes der Kirche musste man die Lage letzterer Station erhöhen, die Rampe für den Anstieg befindet sich in der Station Mirabeau. Damit der – damals noch schwach motorisierte – Triebwagen mit seinen zwei Beiwagen und Passagieren die steile Rampe hochfahren konnte, wurde unmittelbar nach Verlassen des Tunnels unter der Seine mit dem Anstieg begonnen, um mehr als 60 Meter Höhenunterschied zu überwinden. Aus Platzgründen konnte die Station Mirabeau daher nicht doppelt, sondern nur mit einem Bahnsteig und der sichtbaren Rampe angelegt werden. Die Trasse führt rechts außen an der Kirche vorbei unter die Rue Auteuil zum Porte d’Auteuil. Der Zugang zur Station Église d’Auteuil – praktisch der Zwillingsbahnsteig der Station Mirabeau – liegt auf dem Kirchenvorplatz.
Der Endbahnhof Porte d’Auteuil wurde sehr großzügig ausgeführt. Er hat drei Gleise mit zwei Bahnsteigen, da hier die Linie zum nie eröffneten Bahnhof Porte Molitor abzweigen sollte. Dieser sollte das nahe gelegene Stadion Parc des Princes bei Spielen bedienen, befahren werden sollte die Station durch die Linie 9. Dazu wurde an der Kreuzungsstation Michel-Ange – Auteuil eine Verbindung geschaffen. Von hier aus sollten die Züge weiter zum Bahnhof Porte d’Auteuil fahren und hier auf die Zweigstrecke übergehen. Von der Station Porte Molitor aus führte die Strecke weiter zum Bahnhof Porte de Saint-Cloud der Linie 9. Das Projekt wurde zwar im Rohbau von der Stadt gebaut, doch die CMP, welche für den Bau von Zugängen verantwortlich war, hatte kein Interesse an dem Projekt, weshalb die Station nie eröffnet wurde.
Außerdem liegt am Bahnhof Porte d’Auteuil das unterirdische Depot Auteuil der Linien 9 und 10, welches ebenfalls mit der vorgenannten nicht genutzten Strecke verbunden ist.
Am 12. Juli 1939 ging die Verlängerung von Jussieu zum Gare d’Austerlitz in Betrieb, der Abstand von 1,03 Kilometern war damals der längste zwischen zwei Stationen.
Am 3. Oktober 1980 wurde westwärts die Station Boulogne – Jean Jaurès erreicht, ein Jahr später, am 2. Oktober 1981 Boulogne – Pont de Saint-Cloud. Hierdurch wurde eine Besonderheit des Betriebes aufgenommen: Einige Züge fahren nach Boulogne, die übrigen enden weiter an der Porte d’Auteuil.

### Umbenannte Stationen
Im Lauf der mehr als 100-jährigen Geschichte der Pariser Metro änderte sich die offizielle Bezeichnung einer ganzen Reihe von Stationen. Einige Stationen wurden sogar mehrmals umbenannt. Auf der Linie 10 waren fünf Stationen betroffen:
| heutiger Name               | seit | frühere(r) Name(n)          |
| --------------------------- | ---- | --------------------------- |
| La Motte-Picquet – Grenelle | 1913 | La Motte-Picquet            |
| Église d’Auteuil            | 1921 | Wilhem                      |
| Charles Michels             | 1945 | Beaugrenelle                |
| Gare d’Austerlitz           | 1979 | Gare d’Orléans – Austerlitz |
| Cluny – La Sorbonne         | 1988 | Cluny                       |

## Mögliche Verlängerung nach Südosten
Ende 2013 genehmigte das Syndicat des transports d’Île-de-France (kurz STIF genannt) eine Vereinbarung zwischen dem französischen Staat und der Region Île de France, in der beide zusammen sich verpflichten, eine Studie in Auftrag zu geben, um die Zweckmäßigkeit einer Verlängerung der Linie 10 über den jetzigen Endpunkt Gare d’Austerlitz bis zur Place Gambetta in Ivry-sur-Seine zu untersuchen. Es sollen verschiedene Szenarien für eine sinnvolle Streckenführung einschließlich Kostenschätzungen, auch im Zusammenhang mit anderen bestehenden bzw. geplanten Nahverkehrssystemen und Stadtentwicklungsprojekten, entwickelt werden. Für die Studie werden 300 000 € bereitgestellt.

## Technische Neuerungen und Fuhrpark
1974 wurde Zentrale Leitstelle für die Linie 10PCC (poste de commande centralisé) eingeführt, die pilotage automatique jedoch nie.
Fahrzeuge der Baureihe MF 67 waren in den Jahren 1967 bis 1978 eingeführt worden. Kurz nach der Jahrtausendwende wurden die Züge renoviert. Ab Ende 2025 werden sie nach und nach durch Züge der Baureihe MF 19 ersetzt. Bereits seit 2022 arbeitet man an einer Streckenertüchtigung in Hinblick auf die neue Baureihe.